# France Mrak
France Mrak, slovenski domobranski častnik, * 25. april 1918, Velike Brusnice, † 1945.
Mrak je bil pred drugo svetovno vojno občinski tajnik, po okupaciji pa se je pridružil vaškim stražam. Ob italijanski kapitulaciji je bil s činom nadporočnika poveljnik MVAC na Ratežu pri Novem mestu. Leta 1944 se je s svojo enoto pridružil Slovenskemu domobranstvu in postal poveljnik 34. čete novomeškega udarnega bataljona.
Ob koncu vojne, prve dni maja 1945, se je Mrak s svojo četo iz Loške doline preko Cerknice umaknil v Ljubljano, od tam pa preko Ljubelja v Borovlje. V Vetrinju je Mrak s svojo enoto čakal nadaljnje usode, ko pa je ugotovil, da angleži predajajo jugoslovanske protirevolucionarne sile partizanom, se je poskušal z nekaj svojimi soborci sam vrniti na Dolenjsko, kjer je nameraval oditi v ilegalo. Pod Peco je Mrak s soborci naletel na partizansko enoto in bil po krajšem spopadu najprej ranjen, nato pa ujet in ubit.